# Gen.G (리그 오브 레전드)
Gen.G는 대한민국의 리그 오브 레전드 프로게임단이다. 2012년 창단했으며 2017년까지 삼성이라는 이름으로 활동하다가, 2018년부터는 종합 e스포츠 팀인 Gen.G 산하에 놓이게 되었다. 현재 리그 오브 레전드 챔피언스 코리아(LCK)에 참가하고 있다.

## 역사
2012년, MVP에서 MVP 블루와 MVP 화이트 형제 팀으로 창단했다. 2013시즌 중 MVP 화이트 팀은 MVP 오존으로 팀명을 변경하였다. 
2013년 9월, 삼성전자 게임단에서 MVP의 두 형제팀을 인수하면서 삼성 산하의 게임단이 되었다. 팀명은 삼성 갤럭시 블루와, 삼성 갤럭시 오존으로 각각 변경되었다. 2014년에는 삼성 오존 게임단이 삼성 갤럭시 화이트로 팀 명을 변경했다. 삼성 갤럭시 화이트는 리그 오브 레전드 월드 챔피언십 2014에 출전했으며 해당 대회에서 우승을 거두었다.
2015시즌을 앞두고 라이엇 게임즈가 형제팀 정책을 폐지하고 1기업 1구단 정책을 시행하면서 두 형제 구단이 삼성 갤럭시라는 이름으로 통합되었다. 2017시즌 리그 오브 레전드 월드 챔피언십 2017에 참가하였으며 해당 대회에서 우승을 거두었다.
2018시즌을 앞두고 종합 e스포츠 게임단인 KSV e스포츠에 인수되었다. 2018 서머 시즌을 앞두고 KSV e스포츠가 Gen.G로 팀명을 변경함에 따라 산하팀인 리그 오브 레전드 팀도 팀명을 Gen.G로 팀명을 변경했다. 2022년 서머 시즌 LCK 우승을 차지하면서 Gen.G 인수 후 첫 우승을 거두었다. 이어 2023년 스프링 시즌 결승전에서도 T1을 상대로 3-1로 승리를 거두며 우승을 차지해 두 대회 연속 우승을 기록했다. 2023년 서머 시즌, 결승전에서 다시 한 번 T1을 상대하였으며 3-0의 스코어로 승리를 거두며 3개 대회 연속 우승 기록을 달성했다. 2024 스프링 시즌 정규시즌 2위 T1을 3-2 스코어로 접전 끝에 승리하면서 LCK 사상 최초로 4-peat을 달성했다. 이에 이어서 삼성 시절에도 달성하지 못한 MSI 우승을 2013년 창단 이후 최초로 달성했다.

## 소속 선수

### 1군
- 감독 : 김정수
- 코치 : 권영재 , 김다빈
- 분석관 :

| 이름   | 소환사명 | 포지션 | 비고 |
| ------ | -------- | ------ | ---- |
| 김기인 | Kiin     | 탑     |      |
| 김건부 | Canyon   | 정글   |      |
| 정지훈 | Chovy    | 미드   |      |
| 박재혁 | Ruler    | AD캐리 | 주장 |
| 주민규 | Duro     | 서포터 |      |

### 2군
- 감독 :
- 코치 : 서형권

| 이름     | 소환사명 | 포지션 | 비고 |
| -------- | -------- | ------ | ---- |
| 강한별   | Hanbyeol | 탑     |      |
| 우주성   | Winner   | 정글   |      |
| 김시훈   | Kermish  | 미드   |      |
| 문형석   | About    | AD캐리 |      |
| 남궁성훈 | Namgung  | 서포터 |      |
| 고건     | SIRIUSS  | 서포터 | 예비 |

## 주요 성적

### SamsungGalaxy
• 2014 리그 오브 레전드 챔피언스 코리아 스프링 우승
• SKT LTE-A LoL 마스터즈 2014 우승
• 리그 오브 레전드 월드 챔피언십 2014 우승
• 리그 오브 레전드 월드 챔피언십 2016 준우승
• 리그 오브 레전드 월드 챔피언십 2017 우승

### Gen.G
- 2018 리그 오브 레전드 챔피언스 코리아 스프링 5위
- 2018 리그 오브 레전드 챔피언스 코리아 서머 5위
- 리그 오브 레전드 월드 챔피언십 2018 조별리그
- 2018 LoL KeSPA컵 준우승
- 2019 리그 오브 레전드 챔피언스 코리아 스프링 7위
- 2019 리그 오브 레전드 챔피언스 코리아 서머 6위
- 2019 LoL KeSPA컵 8강
- 2020 리그 오브 레전드 챔피언스 코리아 스프링 준우승
- 2020 미드 시즌 컵 4강
- 2020 리그 오브 레전드 챔피언스 코리아 서머 3위
- 리그 오브 레전드 월드 챔피언십 2020 8강
- 2021 리그 오브 레전드 챔피언스 코리아 스프링 준우승
- 2021 리그 오브 레전드 챔피언스 코리아 서머 3위
- 리그 오브 레전드 월드 챔피언십 2021 4강
- 2022 리그 오브 레전드 챔피언스 코리아 스프링 준우승
- 2022 리그 오브 레전드 챔피언스 코리아 서머 우승
- 리그 오브 레전드 월드 챔피언십 2022 4강
- 2023 리그 오브 레전드 챔피언스 코리아 스프링 우승
- 2023 리그 오브 레전드 챔피언스 코리아 서머 우승
- 리그 오브 레전드 월드 챔피언십 2023 8강
- 2024 리그 오브 레전드 챔피언스 코리아 스프링 우승

## 우승 기록
- 나이스게임TV 리그 오브 레전드 배틀 서머 2012 (MVP 화이트)
- LoL 클럽 마스터즈 2013 (MVP)
- 리그 오브 레전드 챔피언스 스프링 2013 (MVP 오존)
- LoL 클럽 마스터즈 2014 (삼성 갤럭시)
- 리그 오브 레전드 챔피언스 스프링 2014 (삼성 갤럭시 블루)
- 리그 오브 레전드 월드 챔피언십 2014 (삼성 갤럭시 화이트)
- 리그 오브 레전드 월드 챔피언십 2017 (삼성 갤럭시)
- 2022 리그 오브 레전드 챔피언스 코리아 서머 (Gen.G)
- 2023 리그 오브 레전드 챔피언스 코리아 스프링 (Gen.G)
- 2023 리그 오브 레전드 챔피언스 코리아 서머 (Gen.G)
- 2024 리그 오브 레전드 챔피언스 코리아 스프링(Gen.G)